# Église Saint-Roch de Neuilly-en-Dun
L'église Saint-Roch est une église catholique située sur la commune de Neuilly-en-Dun, dans le département du Cher, en France.

## Historique
De style roman, l'édifice dépourvu de transept a été construit entre 1140-1160, une chapelle fut ajoutée au nord en 1767.
L'église est classée au titre des monuments historiques par arrêté du 10 février 1913.

## Description

### Dimensions[2]
- Longueur totale dans œuvre : 26,50 m
- Largeur de la nef dans œuvre : 6 m
- Longueur de la nef dans œuvre : 15,50 m
- Hauteur de la coupole : 9,30 m
- Largeur du chœur à l'entrée : 3,50 m
- Hauteur à la clef des arcs du chœur : 7,15 m

### Architecture
Le clocher rectangulaire et coiffé d'un toit à quatre pans recouvert d'ardoise repose sur le chœur. Il présente à chaque face quatre arcades dont deux jumelées, chacune est garnie d'abat-sons. 
Cette église abrite quatre cloches : l'une a été donnée par la commune voisine de Chaumont en 1841. Les  trois autres portent un nom : Edith mesure 0,80 m de diamètre et pèse 330 kg, Régina mesure 0,60 m de diamètre et pèse 150 kg. Enfin, Marie mesure 0,94 m de diamètre et pèse 970 kg.